# Hardemo härad
Hardemo härad var ett härad i den mellersta delen av landskapet Närke. Häradet omfattade en socken i vardera Kumla och Lekebergs kommuner, vilka båda är en del av Örebro län. Den totala arealen mätte knappt 94 km² och befolkningen uppgick år 1907 till 3 005 invånare. Tingsställe var från 1700 till 1825 Skyberga, därefter till 1909 Vretstorp och därefter i Hallsberg. 

## Geografi
Hardemo härad var till ytan en av Sveriges minsta härader och beläget i den sydvästra delen av den bördiga Närkeslätten. Häradet genomkorsades från söder till norr av Viaån som i norr uppgår i Täbyån. Jordbruksmarkerna bröts i väster av några mindre sandåsar och i öster av sankmarker. Hardemo härad gränsade i nordost mot Örebro härad, i nordväst mot Edsbergs härad, i väster mot Grimstens härad samt i sydöst mot Kumla härad. 
Häradet saknade både köpingar och municipalsamhällen. Den största tätorten är numera Åbytorp, belägen 23 kilometer sydväst om Örebro.

### Socknar
Hardemo härad omfattade två socknar:
I Lekebergs kommun
- Kräcklinge

I Kumla kommun 
- Hardemo

## Historia
Slättbygderna i landskapet Närke befolkades tidigt vilket många fornlämningar vittnar om. Namnet härrör ursprungligen från namnet på dess invånare närborna vilket kan härledes till Närsundet, vilket i sig syftar till området kring Kvismare kanal innan sjöarna sänktes. Närborna var således de som bodde vid sundet. Under 1300-talet hade landskapet ungefär samma utsträckning som idag, och utgjorde en egen lagsaga med egen lagbok. Namnet Hardemo kommer av fornsvenskans Hardh-hem(e) vars förled möjligen kan härröra från ett ord för hård eller från ordet harþ med betydelsen skog. Bygden var under forntiden en integrerad del i den rika kulturbygden Västernärke som låg väster om den då vattentäckta slättbygden. Området är rikt på fornlämningar och bland dessa märks den s.k. Torshögen vid byn Skyberga öster om Hardemo kyrka. Enligt traditionen är högen grav åt en kung vid namn Tor och den har daterats till yngre järnåldern även om den aldrig grävts ut. Kyrkan härrör ursprungligen från 1100-talet, med ett torn bevarat från denna tid, och ligger i närheten av Sankt Olofs källa där den norske kungen med samma namn enligt traditionen skall ha döpt hedningar. Här ligger även Skeftasberget där kungen, enligt folktraditionen, ska ha bott hos jarlen Sigtrygg under sin landsflykt även om ingenting styrker detta. Kullen förefaller vara en gravplats. Häradets ursprungliga tingsplats torde också varit belägen i detta område.
Häradets norra del utgjordes av Kräcklinge socken vars kyrka under medeltiden var en vallfartskyrka. Kyrkan som började uppföras under 1100-talet ansågs ha ett undergörande krucifix och den fick under åren ta emot många rika donationer från de omkringliggande gårdarna, som i Hardemo härad var ovanligt stora. Krucifixet förvaras idag på Örebro läns museum. Sitt nuvarande utseende fick kyrkan i samband med den senaste större renoveringen år 1766.

## Län, fögderier, domsagor, tingslag och tingsrätter
Häradet har från 1779 hört till Örebro län, innan dess Närkes och Värmlands län. Församlingarna tillhör(de) Strängnäs stift.
Häradets socknar hörde till följande fögderier:
- 1720-1917 Västernärke fögderi
- 1918-1990 Hallsbergs fögderi till 1945 för Kräcklinge socken, till 1945 och från 1967 för Hardemo socken
- 1946-1951 Edsbergs fögderi
- 1952-1966 Kumla fögderi
- 1967-1990 Örebro fögderi för Kräcklinge socken

Häradets socknar tillhörde följande domsagor, tingslag och tingsrätter:
- 1680-1905 Hardemo tingslag inom 
  - 1680–1809 Edsbergs, Lekebergslagens, Hardemo, Grimstens, Kumla, Sundbo, Sköllersta och Askers häraders (denna samt Sköllersta dock utanför domsagan mellan 1774 och 1783) domsaga kallad Södra Närkes domsaga
  - 1810–1829 Edsbergs, Lekebergslagens, Hardemo, Grimstens, Kumla och Sundbo häraders domsaga kallad Västernärkes domsaga
  - 1830–1854 Karlskoga bergslags, Edsbergs, Lekebergslagens, Hardemo, Grimstens, Sundbo och Kumla häraders domsaga kallad Västernärkes domsaga
  - 1855-1871 Edsbergs, Sundbo, Lekebergslagens, Hardemo, Grimstens och Kumla häraders domsaga kallad Västernärkes domsaga
  - 1872-1905 Västernärkes domsaga (Edsbergs, Sundbo, Hardemo, Grimstens och Kumla härader)
- 1906-1927 Kumla, Grimstens och Hardemo tingslag i Västernärkes domsaga
- 1928-1947 Hallsbergs tingslag i Västernärkes domsaga
- 1948-1970 Västernärkes domsagas tingslag i Västernärkes domsaga

- 1971-2001 Hallsbergs tingsrätt och dess domsaga för delarna i Kumla kommun
- 1971- Örebro tingsrätt och dess domsaga, från 2001 för delarna i Kumla kommun

### Webbkällor
- Länsstyrelsen i Örebro län: De första 9000 åren, 2009-04-20, kl. 12:06
- Hardemoportalen, 2009-04-20, kl. 12:51

- Nationella arkivdatabasen för uppgifter om fögderier, domsagor, tingslag och tingsrätter